# Thomas Stoltzer
Thomas Stoltzer (o Stolczer, Scholczer, c.1480 - 1526) va ser un compositor alemany del Renaixement.

## Biografia
No se sap res dels inicis de la seva vida, encara que es creu que provenia de la mateixa família que Clemens Stoltzer, un empleat de la ciutat de Schweidnitz, i que va néixer a Schweidnitz, Silesia. Stoltzer podria haver estudiat amb Heinrich Finck; si bé no hi ha cap evidència concreta de l'existència d'aquesta associació, Stoltzer va estar almenys íntimament familiaritzat amb la seva obra, ja que la citava literalment.
Va servir com a sacerdot a Breslau des de 1519, i va donar suport a la Reforma Protestant, encara que mai va fer públic els seus sentiments. Lluís II el va establir com a magister capellae (mestre de capella) a Buda, a la cort hongaresa el 8 de maig de 1522. La muller de Ludwig, Mary, li va demanar de musicar la traducció de Martí Luter dels salms XII, XIII, XXXVIII i LXXXVI, que va fer entre 1524 i 1526. Un carta personal de Stoltzer encara es conserva i és datada del 23 de febrer de 1526, adreçada al Duc Albrecht de Prússia a Königsberg; en aquesta carta Stoltzer relata la notícia d'un salm recentment completat i li suggereix el seu desig de formar part de la seva cort. En aquesta carta, hi ha una escriptura addicional, datada del març de 1526, que es refereix a ell com al "Thomas tardà". Anteriorment es creia que va morir l'agost de 1526 a la Batalla de Mohács; això no obstant, ara se sap que és erroni i que la seva mort va tenir lloc, probablement, a prop de Znaim, Moravia.

## Obra
Es conserven unes 150 peces de Stoltzer recollides en unes 30 publicacions i 60 manuscrits. Cap d'elles, però, data del període de vida de Stoltzer. Stoltzer va ser més popular a la Saxònia, en les àrees més directament afectades per la Reforma Protestant Georg Rhau va ser un dels seus impressors més dedicats, ja que va imprimir almenys 70 de les obres de Stoltzer, a les seves publicacions. Les seves obres van romandre en circulació general als països de parla alemanya fins al final del segle xvi. Encara que va compondre en totes les formes musicals sacres dels seus dies, es va centrar en de motets. Als seus motets més primerencs va fer ús de simbolismes numerologics d'importància religiosa; més endavant les seves obres mostren influència dels compositors de l'escola francoflamenca, com la imitació i l'ús de cors múltiples. Entre els seus motets més populars destaca O admirabile commercium, el qual encara sobreviu avui.
Va compondre quatre misses, així com catorze introits de l'any litúrgic, des de Nadal fins a Pasqua. Els seus himnes eren particularment apreciats per Rhau, que en va imprimir 39 el 1542.

## Edicions
- Newe deudsche geistliche Gesenge (1544), ed. J. Wolf, Denkmäler deutscher Tonkunst, 1908
- Das deutsche Gesellschaftslied En Österreich von 1480-1550, ed. L. Nowak, Denkmaler der Tonkunst im Österreich, 1930
- Thomas Stoltzer: Sämtliche lateinische Hymnen und Psalmen, ed. H. Albrecht I O. Gombosi, Denkmäler deutscher Tonkunst, 1931
- Thomas Stoltzer: Ausgewählte Werke, vol. i ed. H. Albrecht, Das Erbe deutscher Musik, 1942; vols. ii-iii ed. L. Hoffmann-Erbrecht, 1969, 1983
- Georg Forster: Frische teutsche Liedlein (1539-1556) ed. K. Gudewill, Das Erbe deutscher Musik, 1942
- Georg Rhau: Sacrorum hymnorum liber primus, ed. R. Gerber, Das Erbe deutscher Musik, 1942-43
- Georg Rhau: Vesperarum precum officia, ed. H.J. Moser, Musikdrucke aus den Jahren 1538 bis 1545 en praktischer Neuausgabe, 1960